# Radosław Sawicki
Radosław Sawicki (ur. 8 września 1995) – polski hokeista, reprezentant Polski.

## Kariera klubowa
- KH Sanok U18 (2011-2012)
- KH Sanok U20 (2012-2013, 2014)
- HK Poprad U20 (2013-2014)
- Ciarko PBS Bank KH Sanok (2012, 2014-2015)
  -  UKH Dębica (2014-2015)
- Hampton Roads Whalers (2015-2016)
- Tauron KH GKS Katowice (2016-2019)
- JKH GKS Jastrzębie (2019-2021)
- HK Szachcior Soligorsk (2021)
- Ciarko STS Sanok (2021-2022)
- Cracovia (2022-2024)
- Zagłębie Sosnowiec (2024-2025)

Wychowanek i zawodnik KH Sanok. Do 2014 występował regularnie w juniorskich rozgrywkach na Słowacji, zarówno w występujących tam zespołach juniorskich sanockiego klubu oraz w drużynie juniorskiej słowackiego klubu HK Poprad. W maju 2014 podpisał kontrakt z seniorskim zespołem z Sanoka. Równolegle rozpoczął nieregularne występy w klubie podrzędnym, UKH Dębica. Pod koniec lipca 2015 został zawodnikiem amerykańskiego klubu Hampton Roads Whalers w juniorskiej lidze United States Premier Hockey League (USPHL) (w tym samym zespole podjął występy inny wychowanek Sanoka, Konrad Ćwikła). Od sierpnia 2016 zawodnik GKS Katowice. Po sezonie 2016/2017 przedłużył kontrakt z tym klubem, a po edycji PHL 2018/2019 przedłużył umowę o dwa lata. W sierpniu 2019 odszedł z GKS Katowice. We wrześniu 2019 został zawodnikiem JKH GKS Jastrzębie. W czerwcu 2021 ogłoszono jego zakontraktowanie przez białoruski klub Szachcior Soligorsk. W jego barwach na przełomie lipca i sierpnia 2021 rozegrał pięć spotkań w ramach Pucharu Rusłana Saleja (klub dotarł do półfinału), po czym odszedł z zespołu. Na początku września 2021 potwierdzono jego transfer do macierzystego Ciarko STS Sanok. W maju 2022 został ogłoszony nowym zawodnikiem Cracovii. Od połowy 2024 zawodnik Zagłębia Sosnowiec. Po sezonie 2024/2025 jego kontrakt z tym klubem został rozwiązany.
W trakcie kariery zyskał pseudonim Sawi.

## Kariera reprezentacyjna
W barwach reprezentacji Polski do lat 18 wystąpił na turnieju mistrzostw świata juniorów do lat 18 w 2013 (Dywizja I). Na turnieju był najskuteczniejszym zawodnikiem kadry Polski i został wybrany jej najlepszym graczem w meczu z Kazachstanem. W barwach reprezentacji Polski do lat 20 wystąpił na turniejach mistrzostw świata juniorów do lat 20 w 2014, 2015 (Dywizja I). Podczas turnieju MŚ 2015 w grudniu 2014 został uznany najlepszym zawodnikiem w meczu z Kazachstanem. 3 listopada 2016 zadebiutował w seniorskiej reprezentacji Polski w meczu przeciw Danii podczas turnieju z cyklu EIHC.

## Unihokej
Był uczniem II Liceum Ogólnokształcącego im. Marii Skłodowskiej-Curie w Sanoku. Podjął występy w Sanockiej Lidze Unihokeja. W barwach unihokejowej drużyny Wilki Sanok podjął występy w sezonie ekstraligi 2017/2018.

## Sukcesy
Klubowe
- Złoty medal XIX Ogólnopolskiej Olimpiady Młodzieży: 2013 (juniorzy młodsi)
- Złoty medal mistrzostw Polski juniorów: 2014 z KH Sanok U20
- Srebrny medal mistrzostw Polski: 2018 z Tauron KH GKS Katowice
- Brązowy medal mistrzostw Polski: 2019 z Tauron KH GKS Katowice, 2020[24] z JKH GKS Jastrzębie
- Puchar Polski: 2019, 2021 z JKH GKS Jastrzębie
- Superpuchar Polski: 2020 z JKH GKS Jastrzębie
- Złoty medal mistrzostw Polski: 2021 z JKH GKS Jastrzębie

Indywidualne
- XIX Ogólnopolska Olimpiada Młodzieży 2013 (juniorzy młodsi):
  - Najlepszy napastnik turnieju[25]
- Mistrzostwa świata do lat 18 w hokeju na lodzie mężczyzn 2013/I Dywizja#Grupa B:
  - Piąte miejsce w klasyfikacji asystentów turnieju: 4 asysty[26]
  - Dziewiąte miejsce w klasyfikacji kanadyjskiej turnieju: 6 punktów[27]
  - Pierwsze miejsce w klasyfikacji kanadyjskiej w ramach kadry Polski: 6 punktów[28]
- Centralna Liga Juniorów w hokeju na lodzie 2013/2014:
  - Drugie miejsce w klasyfikacji asystentów w fazie play-off: 10 asyst
  - Drugie miejsce w klasyfikacji kanadyjskiej w fazie play-off: 17 punktów
- Mistrzostwa Świata Juniorów w Hokeju na Lodzie 2015/I Dywizja#Grupa B:
  - Ósme miejsce w klasyfikacji strzelców turnieju: 3 gole[29]
  - Szóste miejsce w klasyfikacji asystentów turnieju: 3 asysty[30]
  - Dziewiąte miejsce w klasyfikacji kanadyjskiej turnieju: 6 punktów[31]
- Polska Hokej Liga (2020/2021):
  - Drugie miejsce w klasyfikacji strzelców w sezonie zasadniczym: 19 goli[32]
  - Piąte miejsce w klasyfikacji kanadyjskiej w sezonie zasadniczym: 37 punktów[32]